# Хілок (річка)
Хілок (бур. Хёлго) — річка на півдні Східного Сибіру, протікає по території Забайкальського краю та Республіки Бурятії в Росії. Права, друга за величиною після річки Орхон, притока Селенги. Належить до водного басейну Карського моря.

## Географія
Річка починає свій витік на висоті 965 м із озера Арахлей (площею 58,5 км²), яке знаходяться на півдні Вітімського плоскогір'я в Забайкаллі, тече у південному напрямку, через озеро Шакшинське (53,6 км²), з'єднується протоками із низкою інших озер, найбільші з яких Іргень (33,2 км²) та Великий Ундугун (11,6 км²), після села Сохондо (Читинський район), повертає на південний-захід, а після села Посельє (Бичурський район) — повертає на захід, а далі після впадіння річки Топка — на північ і за 10 км на північ від села Харитоново (Селенгинський район) з правого берега впадає у річку Селенга.
В середній течії ширина русла річки становить від 54 до 125 м, а глибина — від 0,7 до 1,3 м, в нижній течії ширина доходить до 175 м, а глибина — від 1,4 до 2,2 м.

## Гідрологія
Живлення річки переважно дощове. Швидкість течії у верхів'ї та середній частині русла — 0,5-0,7 м/с, місцями до 0,9 м/с, у пониззі — 1,1-1,8 м/с. Повінь з початку травня по кінець вересня.
Замерзає в кінці жовтня — початку листопада, розкривається в кінці квітня — початку травня. В середній течії перемерзає з кінця грудня по квітень. Середньорічна витрата води за 22 км від гирла становить 97,61 м³/с (максимальна середньомісячна — 220,1 м³/с; максимальна за 62 роки спостережень — 626 м³/с, спостерігалася у серпні 1938; мінімальна — 0,02 м³/с, спостерігалася у березні 1979 року).
Нижче наводиться діаграма середньомісячної витрати води (м³/с) за 62 роки спостережень (з 1936 по 1997 роки) з контрольно-вимірювальної станції Хайластуй, за 22 км від гирла (100% водозбору).

## Притоки
Річка Хілок приймає більше сотні малих та середніх приток. Найбільші із них (від витоку до гирла):
| Назва притоки | Довжина,(км) | Площа водозбірного басейну,(км²) | Відстань від гирла Хілку,(км) | Витрата води,(м³/с) |
| ліві притоки  | ліві притоки | ліві притоки                     | ліві притоки                  | ліві притоки        |
| ------------- | ------------ | -------------------------------- | ----------------------------- | ------------------- |
| Гарека        | 76           |                                  | 600                           |                     |
| Блудная       | 164          | 4 480                            | 542                           | 11,5                |
| Унго          | 189          | 2320                             | 268                           | 11,1                |
| Малета        | 67           | 774                              | 250                           |                     |
| Буй           | 91           | 1010                             | 190                           |                     |
| праві притоки |              |                                  |                               |                     |
| Хіла (Хола)   | 73           | 1 600                            | 711                           |                     |
| Баляга        | 74           | 1 400                            | 340                           |                     |
| Сухара        | 98           | 4 640                            | 38                            |                     |

## Населенні пункти
На річці розташовані місто, кілька селищ та біля двох десятків сіл. Найбільші із них (від витоку до гирла): село Сохондо, смт. Могзон, села Харагун, Хушенга, Гиршелун, Линьово-Озеро, місто Хілок, села Жипхеген, Бада, Хохотуй, Толбага, смт  Новопавловка, села Тарбагатай, Малета, Малий Куналей, Бічура, Підлопатки, Зурган-Дебе та Харитоново.